# SS Andrea Doria
Az SS Andrea Doria az Italian Line olasz hajózási társaság óceánjárója volt, amely főként arról vált hírhedtté, hogy 1956-ban elsüllyedt. Nevét a 16. századi genovai admirálisról, Andrea Doriáról kapta. A 29 000 bruttó regisztertonnás hajó 1200 utas szállítására volt alkalmas, akikről 500 fős személyzet gondoskodott. Honos kikötője Genova volt. A második világháború után hírnevét újjáépíteni igyekvő Olaszország számára a hajó a nemzeti büszkeség jelképe volt. A korszak összes olasz hajója közül az Andrea Doria volt a legnagyobb, leggyorsabb és elvileg a legbiztonságosabb is. Építését 1951. június 16-án kezdték el, első útjára pedig 1953. január 14-én indult.

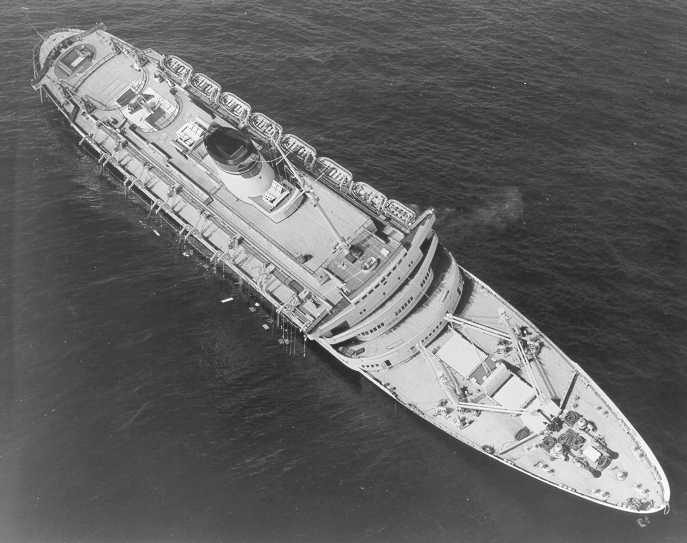
A süllyedő Andrea Doria (a mentőcsónakok fele a hajón maradt, mivel az túlságosan megbillent)

1956. július 25-én New York felé tartott, amikor a massachusettsi Nantucket partjai közelében összeütközött a Swedish American Line kelet felé haladó MS Stockholm hajójával. A baleset a történelem egyik leghíresebb hajókatasztrófája lett. Az oldalról eltalált Andrea Doria azonnal erősen jobbra billent, amitől mentőcsónakjainak fele használhatatlanná vált. Ez könnyen végzetessé válhatott volna, de a kommunikációs fejlesztések és a környéken tartózkodó hajók gyors reagálása segített elkerülni egy a Titanicéhoz hasonló léptékű katasztrófát. 1660 főnyi utast és személyzetet mentettek ki, míg 46-an meghaltak az ütközés következtében. A kiürített óceánjáró másnap reggel elsüllyedt.
Az Andrea Doria volt az utolsó nagy transzatlanti óceánjáró, amely elsüllyedt a repülőgépek teljes térnyerése előtt.

## Fordítás
- Ez a szócikk részben vagy egészben az SS Andrea Doria című angol Wikipédia-szócikk ezen változatának fordításán alapul.  Az eredeti cikk szerkesztőit annak laptörténete sorolja fel. Ez a jelzés csupán a megfogalmazás eredetét és a szerzői jogokat jelzi, nem szolgál a cikkben szereplő információk forrásmegjelöléseként.